# Санти-
санти- (на латински: centum - сто) е десетична представка от система SI въведена през 1795 г. Означава се със c и означава умножение с 10-2 (0.01, една стотна).
Например: 137 cm = 137 × 10-2 m = 1.37 m